# Canton de Saint-Dizier-3
Le canton de Saint-Dizier-3 est une circonscription électorale française du département de la Haute-Marne.

## Histoire
Un nouveau découpage territorial de la Haute-Marne entre en vigueur à l'occasion des élections départementales de 2015. Il est défini par le décret du 17 février 2014, en application des lois du 17 mai 2013 (loi organique 2013-402 et loi 2013-403). Les conseillers départementaux sont, à compter de ces élections, élus au scrutin majoritaire binominal mixte. Les électeurs de chaque canton élisent au Conseil départemental, nouvelle appellation du Conseil général, deux membres de sexe différent, qui se présentent en binôme de candidats. Les conseillers départementaux sont élus pour 6 ans au scrutin binominal majoritaire à deux tours, l'accès au second tour nécessitant 12,5 % des inscrits au 1er tour. En outre la totalité des conseillers départementaux est renouvelée. Ce nouveau mode de scrutin nécessite un redécoupage des cantons dont le nombre est divisé par deux avec arrondi à l'unité impaire supérieure si ce nombre n'est pas entier impair, assorti de conditions de seuils minimaux. Dans la Haute-Marne, le nombre de cantons passe ainsi de 32 à 17.
Le canton de Saint-Dizier-3 est formé de communes des anciens cantons de Saint-Dizier-Nord-Est (2 communes) et une fraction de la commune de Saint-Dizier. Il est entièrement inclus dans l'arrondissement de Saint-Dizier. Le bureau centralisateur est situé à Saint-Dizier.

## Représentation
| Période élective | Période élective | Mandat | Mandat   | Identité       | Nuance | Nuance | Qualité |
| ---------------- | ---------------- | ------ | -------- | -------------- | ------ | ------ | --- |
| 2015             | 2021             | 2015   | 2021     | Rachel Blanc   |        | DVD    | Directrice adjointe de l'office HLM de Saint-Dizier |
| 2015             | 2021             | 2015   | 2021     | Mokhtar Kahlal |        | DVD    | Educateur à la protection judiciaire de la jeunesse Adjoint au maire de Saint-Dizier (depuis 2008) Président de la 8e commission (monde associatif, culture et sports) |
| 2021             | 2028             | 2021   | en cours | Rachel Blanc   |        | LR     | 1ère adjointe au maire de Saint-Dizier |
| 2021             | 2028             | 2021   | en cours | Mokhtar Kahlal |        | LR     | 2ème adjoint au maire de Saint-Dizier 6e Vice-président délégué au monde associatif, à la culture et aux sports                                                        |

### Résultats détaillés

#### Élections de mars 2015
À l'issue du 1er tour des élections départementales de 2015, deux binômes sont en ballottage : Stéphane Beaupoil et Catherine Hieronimus (FN, 37,57 %) et Rachel Blanc et Mokhtar Kahlal (DVD, 27,25 %). Le taux de participation est de 42,58 % (3 541 votants sur 8 316 inscrits) contre 52,92 % au niveau départemental et 50,17 % au niveau national.
Au second tour, Rachel Blanc et Mokhtar Kahlal (DVD) sont élus avec 55,42 % des suffrages exprimés et un taux de participation de 41,5 % (1 732 voix pour 3 452 votants et 8 319 inscrits).

#### Élections de juin 2021
Le premier tour des élections départementales de 2021 est marqué par un très faible taux de participation (33,26 % au niveau national). Dans le canton de Saint-Dizier-3, ce taux de participation est de 25,29 % (1 827 votants sur 7 223 inscrits) contre 36,26 % au niveau départemental. À l'issue de ce premier tour, deux binômes sont en ballottage : Rachel Blanc et Mokhtar Kahlal (Union à droite, 31,46 %) et André Baesel et Cindy Menetret (RN, 31,35 %).
Le second tour des élections est marqué une nouvelle fois par une abstention massive équivalente au premier tour. Les taux de participation sont de 34,36 % au niveau national, 36,14 % dans le département et 26,52 % dans le canton de Saint-Dizier-3. Rachel Blanc et Mokhtar Kahlal (Union à droite) sont élus avec 60,22 % des suffrages exprimés (1 072 voix pour 1 916 votants et 7 225 inscrits),,.

## Composition
| Nom                                  | Code Insee | Intercommunalité               | Superficie (km2) | Population (dernière pop. légale)               | Densité (hab./km2) | Modifier                                    |
| ------------------------------------ | ---------- | ------------------------------ | ---------------- | ----------------------------------------------- | ------------------ | ------------------------------------------- |
| Saint-Dizier (bureau centralisateur) | 52448      | CA Saint-Dizier, Der et Blaise | 47,69            | Fraction : 7 451 (2022) Commune : 22 811 (2022) | 478                | modifier les données · modifier les données |
| Bettancourt-la-Ferrée                | 52045      | CA Saint-Dizier, Der et Blaise | 5,38             | 1 797 (2022)                                    | 334                | modifier les données · modifier les données |
| Chancenay                            | 52104      | CA Saint-Dizier, Der et Blaise | 9,86             | 1 013 (2022)                                    | 103                | modifier les données · modifier les données |
| Canton de Saint-Dizier-3             | 5215       |                                |                  | 10 261 (2022)                                   |                    | modifier les données                        |

Le canton de Saint-Dizier-3 comprend :
1. deux communes entières,
2. la partie de la commune de Saint-Dizier non incluse dans les cantons de Saint-Dizier-1 et de Saint-Dizier-2.

## Démographie
En 2022, le canton comptait 10 261 habitants, en évolution de −12,87 % par rapport à 2016 (Haute-Marne : −4,62 %, France hors Mayotte : +2,11 %).
| 2013   | 2018   | 2022   |
| ------ | ------ | ------ |
| 12 000 | 11 072 | 10 261 |